# Parmotrema laeve
Parmotrema laeve är en lavart som först beskrevs av J. D. Zhao, och fick sitt nu gällande namn av J. B. Chen & Elix. Parmotrema laeve ingår i släktet Parmotrema och familjen Parmeliaceae.   Inga underarter finns listade i Catalogue of Life.